# Bolivien-Kammratte
Die Bolivien-Kammratte (Ctenomys boliviensis) ist eine Art der Kammratten. Die Art lebt im nördlichen Bolivien im  Departamento Santa Cruz und damit am nördlichen Verbreitungsrand der im Süden Südamerikas verbreiteten Gattung.

## Merkmale
Die Bolivien-Kammratte erreicht eine Kopf-Rumpf-Länge von durchschnittlich etwa 27,6 Zentimetern bei den Männchen und 22,1 Zentimetern bei den Weibchen sowie eine Schwanzlänge von durchschnittlich 8,0 bzw. 9,5 Zentimetern, das Gewicht der Männchen beträgt durchschnittlich 650 Gramm und das der Weibchen 420 Gramm. Die durchschnittliche Ohrlänge beträgt 12 bzw. 9 Millimeter und die durchschnittliche Hinterfußlänge 46 bzw. 45 Millimeter. Es handelt sich damit um eine vergleichsweise große Art der Gattung. Das Rückenfell ist glänzend, weich und kurz, es ist generell hell rotbraun gefärbt. Die Oberseite des Kopfes und der Schnauze sind schwarzbraun, um den Nacken zieht sich ein undeutliches dunkelbraunes Band bis auf den Rücken. Die Bauchseite ist hell rostrot bis -gelb, am Beginn des Abdomens besitzen die Tiere einen weißen Fleck. Der Schwanz ist auf der Oberseite dunkelbraun und auf der Unterseite hell.
Der Schädel ist kräftig ausgebildet mit einer auffälligen Verjüngung in der Mitte der Schnauzenregion. Die oberen Schneidezähne sind sehr breit.
Der Karyotyp ist variabel und besteht aus einem Chromosomensatz von 2n=36 bis 46 Chromosomen (FN=64). Die Spermien der Tiere sind symmetrisch.

## Verbreitung
Die Bolivien-Kammratte lebt im nördlichen Bolivien im  Departamento Santa Cruz und damit am nördlichen Verbreitungsrand der im Süden Südamerikas verbreiteten Gattung.

## Lebensweise
Die Lebensräume der Erika-Kammratte sind trocken mit brüchigen und nicht überfluteten Böden. Sie wurde zudem in offenen Savannengebieten, die durch Zuckerrohrplantagen, Rinderweide und andere landwirtschaftliche Aktivitäten gestört wurden, nachgewiesen.
Die Art lebt solitär und wie alle anderen Kammratten lebt sie am Boden und im Boden grabend. Dort ernährt sie sich vor allem von unterirdischen Wurzeln und Knollen. Die Weibchen gebären pro Wurf 1 bis 7 Jungtiere, durchschnittlich 1,7.

## Systematik
Die Bolivien-Kammratte wird als eigenständige Art innerhalb der Gattung der Kammratten (Ctenomys) eingeordnet, die aus etwa 70 Arten besteht. Die wissenschaftliche Erstbeschreibung der Art stammt von George Robert Waterhouse aus dem Jahr 1848, der sie anhand von Individuen aus „Santa Cruz de la Sierra“ beschrieb. Oldfield Thomas korrigierte diese Angabe später in Santa Cruz, Bolivien.
Die Art wurde aufgrund molekularbiologischer Merkmale mit einigen nahen Verwandten der boliviensis-Artengruppe innerhalb der Gattung zugeordnet. Die Goodfellow-Kammratte (Ctenomys goodfellowi) wurde nach Gardner et al. 2014 in die Bolivien-Kammratte integriert, stellt jedoch nach dem Handbook of the Mammals of the World weiterhin eine eigenständige Art dar. Sie stellen die Art zudem einem Taxon aus Natterer-Kammratte (Ctenomys nattereri) und der Zweifarbigen Kammratte (Ctenomys bicolor) als Schwesterart gegenüber. Nach Wilson & Reeder 2005 wurde die Natterer-Kammratte als Unterart der Bolivien-Kammratte betrachtet.
Innerhalb der Art werden neben der Nominatform keine weiteren Unterarten unterschieden.

## Status, Bedrohung und Schutz
Die Bolivien-Kammratte wird von der International Union for Conservation of Nature and Natural Resources (IUCN) als nicht gefährdet gelistet, wobei die IUCN die Natterer-Kammratte noch als Unterart der Bolivien-Kammratte betrachtet. Es gibt derzeit keine bestandsgefährdende Bedrohungen für diese Art.

## Belege
1. 1 2 3 4 5 6 7 8 9 10 11  Bolivian Tuco-tuco. In: T.R.O. Freitas: Family Ctenomyidae In: Don E. Wilson, T.E. Lacher, Jr., Russell A. Mittermeier (Herausgeber): Handbook of the Mammals of the World: Lagomorphs and Rodents 1. (HMW, Band 6) Lynx Edicions, Barcelona 2016, S. 513. ISBN 978-84-941892-3-4.
2. 1 2 3 4 5  Scott Lyell Gardner, Jorge Salazar-Bravo, Joseph A. Cook: New Species of Ctenomys Blainville 1826 (Rodentia: Ctenomyidae) from the Lowlands and Central Valleys of Bolivia. Faculty Publications on the Harold W. Manter Laboratory of Parasitology, Special Publications, Museum of Texas Tech University 62, 2014; S. 1–34; Volltext.
3. 1 2 3  Ctenomys boliviensis in der Roten Liste gefährdeter Arten der IUCN 2018. Eingestellt von: J. Dunnum, N. Bernal, 2016. Abgerufen am 24. Januar 2019.
4. ↑  Andrés Parada, Guillermo D’Elía, Claudio J. Bidau, Enrique P. Lessa: Species groups and the evolutionary diversification of tuco-tucos, genus Ctenomys (Rodentia: Ctenomyidae). Journal of Mammalogy 92 (3), 9. Juni 2011; S. 671–682. doi:10.1644/10-MAMM-A-121.1
5. ↑   Ctenomys boliviensis. In: Don E. Wilson, DeeAnn M. Reeder (Hrsg.): Mammal Species of the World. A taxonomic and geographic Reference. 2 Bände. 3. Auflage. Johns Hopkins University Press, Baltimore MD 2005, ISBN 0-8018-8221-4.